# Fußball-Europameisterschaft 1960/Statistik
Dieser Artikel gibt einen Überblick über die Rekorde und Statistiken zur Fußball-Europameisterschaft 1960.

## Abschlusstabelle EM 1960
| Rang | Mannschaft       | Spiele | Siege | Unentschieden | Niederlagen | Tore | Tordifferenz | Punkte |
| ---- | ---------------- | ------ | ----- | ------------- | ----------- | ---- | ------------ | ------ |
| 1    | Sowjetunion      | 2      | 2     | 0             | 0           | 5:1  | +4           | 4:0    |
| 2    | Jugoslawien      | 2      | 1     | 0             | 1           | 6:6  | ±0           | 2:2    |
| 3    | Tschechoslowakei | 2      | 1     | 0             | 1           | 2:3  | −1           | 2:2    |
| 4    | Frankreich       | 2      | 0     | 0             | 2           | 4:7  | −3           | 0:4    |

## Spieler
- Ältester Spieler: Robert Jonquet (Frankreich) mit 35 Jahren  und 67 Tagen (1 Einsatz)
- Jüngster Spieler: Fahrudin Jusufi (Jugoslawien) mit 18 Jahren und 211 Tagen (2 Einsätze)

## Torschützen
- Erster Torschütze: Milan Galić (Jugoslawien) im Spiel gegen Frankreich
- Jüngster Torschütze: Milan Galić mit 22 Jahren und 120 Tagen
- Ältester Torschütze: Ladislav Pavlovič (Tschechoslowakei) mit 34 Jahren und 92 Tagen
- Schnellster Torschütze: Milan Galić in der 11. Minute des Spiels gegen Frankreich

## Torschützenliste
| Rang | Spieler           | Tore |
| ---- | ----------------- | ---- |
| 1    | Milan Galić       | 2    |
|      | François Heutte   | 2    |
|      | Walentin Iwanow   | 2    |
|      | Dražan Jerković   | 2    |
|      | Wiktor Ponedelnik | 2    |
| 6    | Vlastimil Bubník  | 1    |
|      | Tomislav Knez     | 1    |
|      | Slawa Metreweli   | 1    |
|      | Ladislav Pavlovič | 1    |
|      | Jean Vincent      | 1    |
|      | Maryan Wisnieski  | 1    |
|      | Ante Žanetić      | 1    |

Torschützenkönige des gesamten Wettbewerbs wurden der Tschechoslowake Titus Buberník sowie die Franzosen Just Fontaine und Jean Vincent mit jeweils 5 Toren.

## Trainer
- Jüngster Trainer: Ljubomir Lovrić (Jugoslawien) mit 40 Jahren und 39 Tagen
- Ältester Trainer: Gawriil Katschalin (UdSSR) mit 49 Jahren und 174 Tagen

## Qualifikation
Nur 17 der damaligen Mitgliedsverbände wollten an der EM teilnehmen.  Unter den Mannschaften, die nicht teilnahmen waren auch Vize-Weltmeister Schweden und der WM-Vierte Deutschland. Zunächst gab es eine Vorausscheidung zwischen Irland und der Tschechoslowakei um die Zahl auf 16 zu reduzieren. In zwei K.-o.-Runden mit Hin- und Rückspiel wurden die vier Endrundenteilnehmer ermittelt. Bei gleich viel erzielten Toren sollte es ein Entscheidungsspiel auf neutralem Platz geben, was aber nicht notwendig war. Die UdSSR überstand das Viertelfinale kampflos, da den Spaniern von der Franco-Regierung verboten wurde in der UdSSR zu spielen und die UdSSR nicht auf das Heimrecht verzichten wollte. Die UEFA wertete das Viertelfinale daher zu Gunsten der UdSSR. Der WM-Dritte Frankreich erzielte die meisten Tore (17). Beste Torschützen der Qualifikation waren Titus Buberník (Tschechoslowakei) und WM-Torschützenkönig Just Fontaine (Frankreich) mit je 5 Toren. Unter den Torschützen war auch der tschechoslowakische Torhüter Imrich Stacho, der im Rückspiel der Vorentscheidung in der dritten Minute einen Strafstoß verwandelte.

## Besonderheiten
- Die UdSSR benötigte bis heute die wenigsten Spiele um Europameister zu werden: nach 2 Qualifikations- und 2 Endrundenspielen war sie Europameister.
- Das 3:0 der UdSSR im Halbfinale gegen die Tschechoslowakei ist einer der drei höchsten Halbfinalsiege bei Europameisterschaften (zudem UdSSR – Dänemark  (1964) und Spanien – Russland  (2008))
- Das Halbfinale zwischen Jugoslawien und Frankreich (5:4) ist das bisher torreichste EM-Spiel.
- Die wenigsten Zuschauer im Schnitt: 20.400
- Gottfried Dienst, der 1966 das WM-Finale leitete, war hier Schiedsrichter des ersten Finalspiels.